# Вали-ду-Сол
Вали-ду-Сол (порт. Vale do Sol) — муниципалитет в Бразилии, входит в штат Риу-Гранди-ду-Сул. Составная часть мезорегиона Восточно-центральная часть штата Риу-Гранди-ду-Сул. Входит в экономико-статистический микрорегион Санта-Крус-ду-Сул. Население составляет 10 643 человека на 2006 год. Занимает площадь 328,227 км². Плотность населения — 32,4 чел./км².

## История
Город основан 3 февраля 1992 года.

## Статистика
- Валовой внутренний продукт на 2003 составляет 121 520 978,00 реалов (данные: Бразильский институт географии и статистики).
- Валовой внутренний продукт на душу населения на 2003 составляет 11 459,92 реалов (данные: Бразильский институт географии и статистики).
- Индекс развития человеческого потенциала на 2000 составляет 0,759 (данные: Программа развития ООН).

## География
Климат местности: субтропический. В соответствии с классификацией Кёппена, климат относится к категории Cfa.